# Leo von Stocken

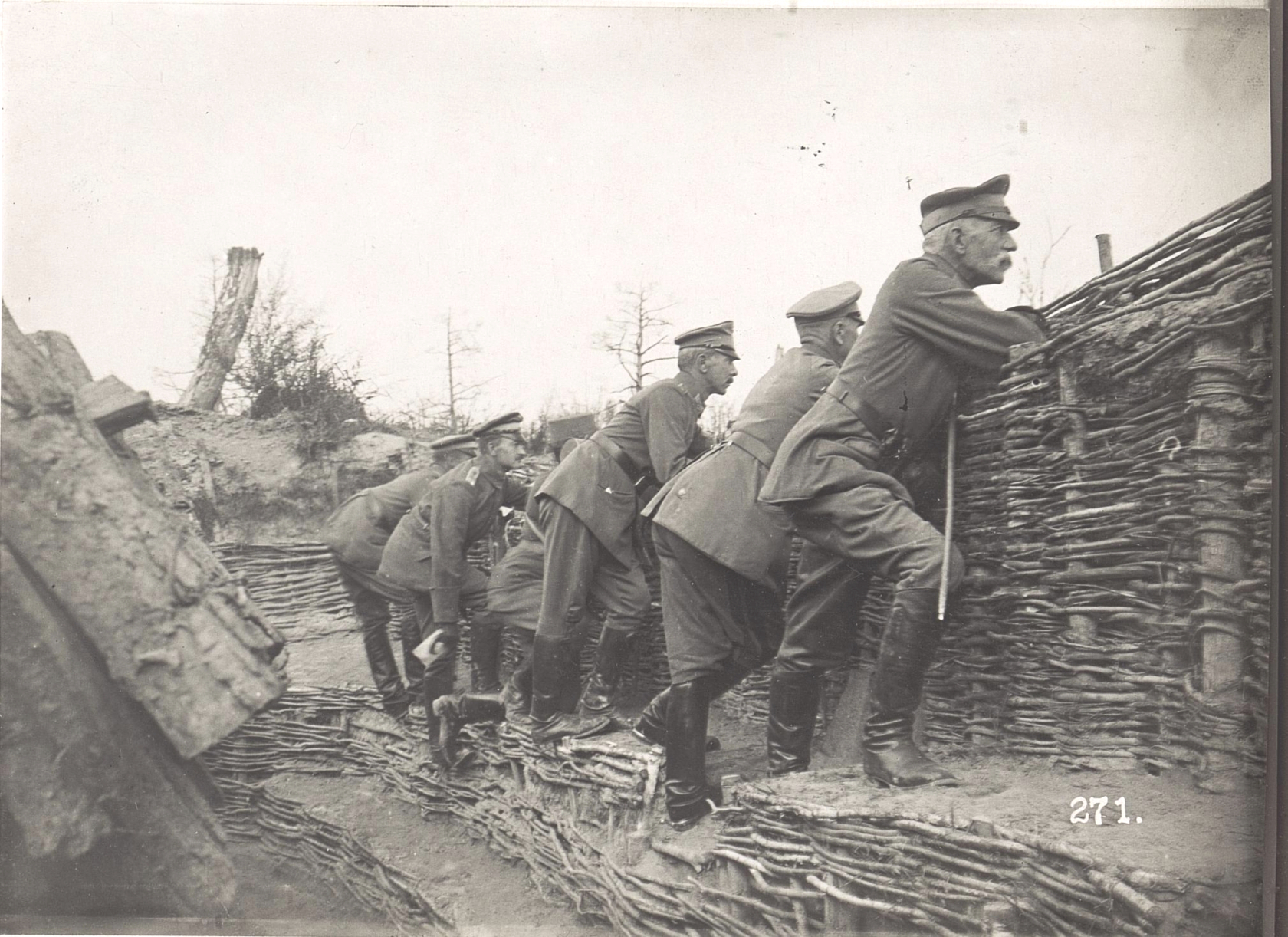
Leo von Stocken bei dem Infanterie-Regiment Nr. 377

Leo August Eduard Stocken, seit 1871 von Stocken (* 7. Mai 1862 in Berlin; † 22. Dezember 1926) war ein preußischer Generalleutnant.

## Leben

### Herkunft
Er war der Sohn des späteren preußischen Generalleutnants Eduard von Stocken (1824–1897) und dessen Ehefrau Maria Hedwig, geborene Quassowski (1832–1906). Sein Vater war aufgrund seines tapferen Verhaltens während des Deutsch-Französischen Krieges am 16. Juni 1871 in den erblichen preußischen Adelsstand erhoben worden.

### Militärkarriere
Zu Beginn des Ersten Weltkriegs war Generalmajor von Stocken Generalstabschef des IV. Armeekorps an der Westfront. 
Vom 24. Dezember 1914 bis 6. Oktober 1915 war er Kommandeur der 81. Reserve-Division und nahm im Rahmen des XXXXI. Reserve-Korps in Galizien an der Schlacht von Gorlice-Tarnow teil. Vom 3. März 1916 bis zum 22. November 1917 kommandierte er die 10. Landwehr-Division.

### Familie
Stocken hatte sich am 27. Oktober 1884 mit Anna von Steinkeller (* 20. März 1866) verheiratet. Aus der Ehe ging der Sohn Eduard Erich (* 15. April 1891 in Berlin) hervor.